# Live in Dallas
Live in Dallas è un video del cantante inglese Morrissey.
Pubblicato dalla EMI, il 26 aprile del 1992 in formato VHS ed in seguito anche in versione DVD, il 18 settembre del 2000.

## Realizzazione
Realizzato con immagini tratte dall'esibizione live del cantante al Dallas Starplex Amphitheatre, il 17 giugno del 1991.
La copertina ritrae Morrissey fotografato da Linder Sterling.

## Tracce
1. The Last of the Famous International Playboys
2. Interesting Drug
3. Piccadilly Palare
4. Trash
5. Sing Your Life
6. King Leer
7. Asian Rut
8. Mute Witness
9. November Spawned a Monster
10. Will Never Marry
11. Angel, Angel Down We Go Together
12. There's a Place in Hell for Me and My Friends
13. That's Entertainment
14. Our Frank
15. Suedehead
16. Everyday Is Like Sunday

## Formazione
- Morrissey – voce
- Alain Whyte - chitarra
- Boz Boorer - chitarra
- Gary Day - basso
- Spencer Cobrin - batteria